# Spyro: Attack of the Rhynocs
Spyro: Attack of the Rhynocs, в Европе известная как Spyro Adventure — видеоигра жанра платформер, выпущенная на Game Boy Advance в 2003 году в Северной Америке и Европе. В Японии игра официально не выпускалась.

## Геймплей
Игра похожа на своих предшественников, эта часть с RPG элементами такими как квесты и мини-квесты, а также в игре представлена новая система инвентаря в которой больше возможностей. Ещё можно заметить то, что в отличие от предыдущих игр из серии Spyro на Game Boy Advance в этой улучшена графика. Также в игре представлены два персонажа из предыдущих игр — это Агент 9 и Сержант Джеймс.

## Сюжет
Спайро, Sparx и профессор случайно пронзили пространство, создав портал между Берегами Дракона и миром Райноков. Во главе с Рипто толпы Райноков вбегают в мир Спайро, пытаясь всех уничтожить. Спайро должен помочь профессору закрыть портал пока обоих миров и не допустить их сливания.

## Критика
| Сводный рейтинг | Сводный рейтинг |
| Агрегатор       | Оценка          |
| --------------- | --------------- |
| GameRankings    | 74,50 %         |

Это самая лучшая часть Spyro на Game Boy Advance по мнению GameSpy.